# Har Mehalel
Har Mehalel (hebrejsky: הר מהלל, arabsky: Ras al-Muhellel) je hora o nadmořské výšce 458 metrů v severním Izraeli.
Leží v jižní části pohoří Karmel, cca 15 kilometrů jihojihovýchodně od centra Haify, 1 kilometr jihozápadně od města Dalijat al-Karmel a cca 3 kilometry jihovýchodně od vesnice Ejn Chaud. Má podobu výrazného návrší s částečně zalesněnými svahy, které na jihu, západu a východu přecházejí do rozsáhlejšího lesního komplexu. Na severní straně terén volně přechází do zastavěného území obce Dalijat al-Karmel, na východní a jižní straně prudce klesá směrem do údolí vádí Nachal Charuvim. Na západní a severozápadní straně je to údolí vádí Nachal Me'arot. Kopec je turisticky využíván pro zdejší krajinný výhled.